# Diastosphya agetes
Diastosphya agetes är en skalbaggsart som beskrevs av Dillon 1952. Diastosphya agetes ingår i släktet Diastosphya och familjen långhorningar.
Artens utbredningsområde är Fiji. Inga underarter finns listade i Catalogue of Life.